# ونسان گرا
ونسان گرا (فرانسوی: Vincent Guérin‎؛ زادهٔ ۲۲ نوامبر ۱۹۶۵) بازیکن سابق فوتبال اهل فرانسه است.
از باشگاه‌هایی که در آن بازی کرده‌است می‌توان به باشگاه فوتبال مون‌پلیه، باشگاه فوتبال پاری سن ژرمن، باشگاه فوتبال هارت آف میدلوتیان، و باشگاه فوتبال استاد برستوا ۲۹ اشاره کرد.
وی همچنین در تیم ملی فوتبال فرانسه بازی کرده‌است.